# فلگشیپ
فلگشیپ (انگلیسی: Flagship) شرکت بازی ویدئویی ژاپنی است، که در سال ۱۹۹۷ تأسیس شد.